# پیتزو ماساری
پیتزو ماساری (به لاتین: Pizzo Massari) یک کوه در سوئیس است که در کانتون تیچینو واقع شده‌است. پیتزو ماساری ۲٬۷۶۰ متر بالاتر از سطح دریا واقع شده‌است.